# تیم تالر (رمان کودکان)
تیم تالر یا خنده فروخته‌شده (به آلمانی: Timm Thaler oder Das verkaufte Lachen) یک داستان برای کودکان است که توسط جیمز کروس نویسنده آلمانی در سال ۱۹۶۲ نوشته‌شده‌است. دائرةالمعارف ادبیات کودکان آکسفورد از آن به عنوان بهترین اثر کودکانه کروس یاد می‌کند. تیم تالر داستان پسری را روایت می‌کند که خنده دلربای خود را با فردی مرموز و اهریمنی با نام بارون در ازای برنده شدن در همه شرط‌بندی‌ها معامله می‌کند. پس از آن پسر مجبور می‌شود برای پس گرفتن خنده خود چهار سال تلاش کند.این رمان با نام "خنده فراموش شده" به ترجمه فریده لاشایی انتشارات اسپرک سال ۱۳۶۹ به فارسی برگردانده شده است.
در سال ۱۹۷۹، کروس یک رمان دیگر در ادامه نوشت که Timm Thalers Puppen oder Die verkaufte Menschenliebe (به فارسی عروسک‌های تیم تالر، یا انسانیت فروخته‌شده) نام دارد.
اقتباسی از این داستان محبوب در یک مینی سریال ۱۳ قسمتی آلمانی برای کودکان در سال ۱۹۷۹ آورده شده‌است. همین‌طور در یک فیلم موزیکال تلویزیونی شوریایی دو قسمتی نیز از این داستان اقتباس شده‌است. در سال ۲۰۰۲ نیز در یک انمیشن تلویزیونی آلمانی از این داستان اقتباس شده‌است. همین‌طور فیلم سینمایی آلمانی اقتباس شده از این داستان در سال ۲۰۱۷ ساخته شده‌است.